# Бакиров, Эрнест Александрович
Эрне́ст Абдуллович (Алекса́ндрович) Баки́ров (23 мая 1930, Нижний Новгород — 8 марта 2010, Москва) — советский и российский учёный-геолог и государственный деятель, первый заместитель премьера правительства Москвы (1993—1996), заместитель премьера правительства Москвы (1992—1993, 1997—1999).

## Биография
Родился в семье Александра Бакирова, учёного-геолога татарского происхождения.
В 1953 году окончил Московский нефтяной институт имени И. М. Губкина.
С 1956 году в Московском нефтяном институте имени И. М. Губкина:
- младший научный сотрудник, заместитель декана геологоразведочного факультета (1956—1959),
- ассистент, старший преподаватель, доцент, профессор (1959—1978),
- декан факультета газонефтяной геологии, геофизики и геохимии (1974—1978);
- заведующий кафедрой теоретических основ поисков и разведки нефти и газа (1978—1994) МИНХ и ГП имени И. М. Губкина.

Кандидат геолого-минералогических наук (1959), доктор геолого-минералогических наук (1969); профессор (1970).
Один из авторов теории моделирования природных геологических систем. Под его руководством впервые в СССР разработаны и широко внедрены в промышленность методы динамического воздействия на пласт с целью повышения нефтеотдачи.
Председатель Специализированного совета МИНХ и ГП имени И. М. Губкина по защите докторских диссертаций (1978—1994). Академик РАЕН (1993). Член Международной академии информатизации, Международной академии топливно-энергетического комплекса, Международной гуманитарной академии, участник Государственных экспертиз, проводившихся по заданию Совета министров СССР и Госплана СССР.

## Научные труды
Автор и соавтор более 140 работ, в том числе 6 учебников и 7 монографий, среди них учебники:
- «Нефтегазоносные провинции и области зарубежных стран» (1971);
- «Теоретические основы и методы поисков и разведки скоплений нефти и газа» (1987);
- «Геология нефти и газа и нефтегазоносные провинции» (1998);
- монография «Критерий прогноза фазовой зональности углеводородов в осадочных толщах земной коры» (1998).

Имеет 17 авторских свидетельств по фундаментальным и прикладным проблемам нефтяной и газовой геологии.

## Политическая деятельность
Избирался секретарём комитета ВЛКСМ МНИ имени И. М. Губкина, членом бюро Ленинского РК ВЛКСМ, секретарём парткома МИНХ и ГП имени И. М. Губкина (1961—1966), членом Октябрьского районного комитета КПСС.
В 1990—1991 годах — член президиума, заместитель председателя Моссовета.
в 1991—1992 годах — генеральный директор департамента мэра Москвы.
в 1992—1993 годах — заместитель премьера правительства Москвы.
в 1993—1996 годах — первый заместитель премьера правительства Москвы.
в 1997—1999 годах — заместитель премьера правительства Москвы.
в 1999—2000 годах — президент Московской нефтяной компании.
С 1999 года — советник мэра Москвы.

## Награды и звания
Награждён орденами «За заслуги перед Отечеством» IV степени (1995), «Знак Почёта» (1980), другими наградами СССР и Российской Федерации.
Заслуженный деятель науки РФ (1998); заслуженный деятель науки и техники Туркменской ССР (1980); дважды лауреат премии имени академика И. М. Губкина (1971, 1998).